# Wilhelm Harster
Wilhelm Harster (Kelheim, 21 de julio de 1904-Múnich, 25 de diciembre de 1991) fue miembro de alto rango de las SS y perpretrador del Holocausto durante la era nazi. Fue condenado dos veces por sus crímenes por los Países Bajos y más tarde por Alemania Occidental. Había sido empleado por el Gobierno de Baviera como funcionario y fue despedido con una pensión completa después de una protesta pública.

## Biografía

### Educación y carrera temprana
De 1922 a 1926, Harster estudió derecho en la Universidad de Múnich. Durante su pasantía legal, recibió su doctorado en derecho de la Universidad de Erlangen en 1927. Antes de la guerra, Harster fue reservista con el Reichswehr, uniéndose en 1920. En 1929 se unió al Kriminalpolizei (Policía Criminal). Se unió al Partido Nazi el 1 de mayo de 1933, con el número del partido de 3 226 954.

### Servicio en las SS
Perteneció a las SS desde el 9 de noviembre de 1933 con el número de serie de 225 932. Se unió a la Sicherheitsdienst —o SD— el 29 de octubre de 1935 y finalmente obtuvo el rango de gruppenführer. También fue llamado a servir en la Wehrmacht, sirviendo en julio de 1940 como miembro de una compañía de ametralladora. Desde el 19 de julio de 1940 hasta el 29 de agosto de 1943, fue comandante de la Policía de Seguridad y del SD en el ocupación de los Países Bajos, donde ocurrieron muchos de sus crímenes de guerra. Estuvo implicado en la muerte de 104 000 judíos en el Holocausto, incluyendo Ana Frank. Después de su papel en la ocupación de los Países Bajos, fue trasladado a Italia como comandante del SD (Campamento de Tránsito de Bolzano) bajo Karl Wolff desde el 29 de agosto de 1943 hasta su captura.

### Condenas criminales
Harster fue detenido por el ejército británico, donde fue trasladado a los Países Bajos y juzgado por crímenes de guerra. En 1949 fue condenado y condenado a 12 años por su papel en la deportación y asesinato de judíos holandeses. Fue liberado en 1953.
Al ser liberado, volvió a ser funcionario en Baviera, hasta que fue jubilado debido a la presión pública y mediática en 1963. Mantuvo su pensión completa. En 1967 fue juzgado junto con sus dos ayudantes más cercanos Wilhelm Zoepf y Gertrud Slottke y condenado a 15 años más de cárcel por deportación de judíos a los campos de concentración de Auschwitz y Sobibor. Se le concedió un crédito por tiempo servido y fue indultado en 1969. Su doctorado le fue retirado oficialmente. Harster murió en 1991.